# Торговое судно

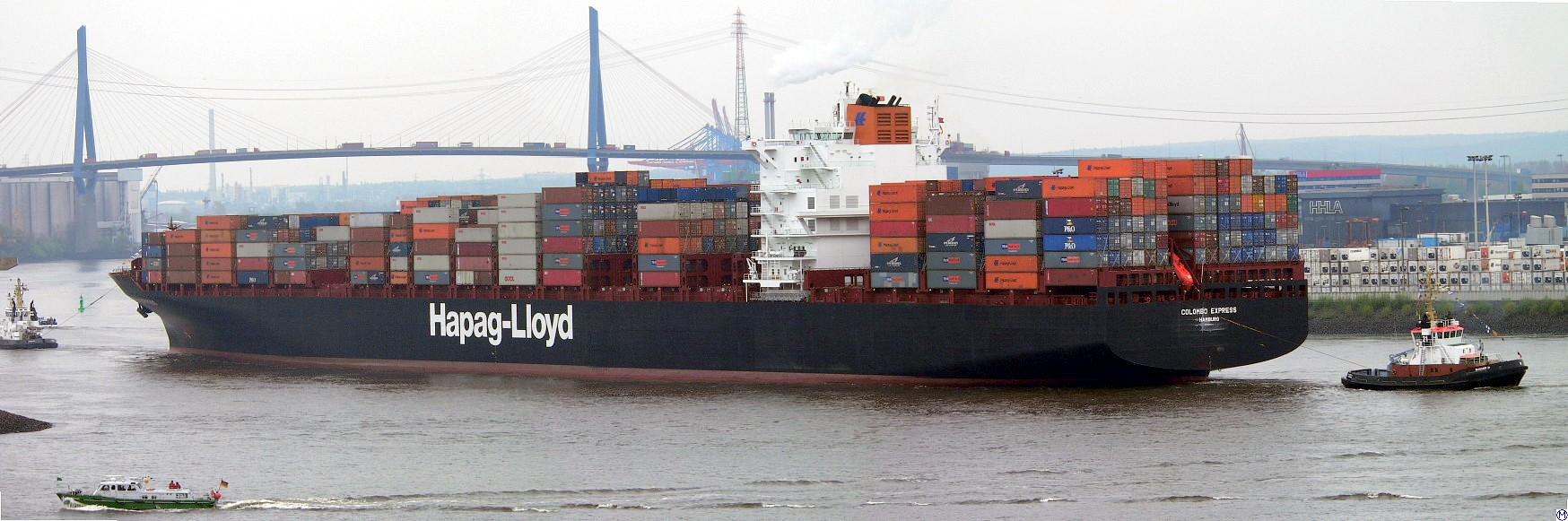
Контейнеровоз «Colombo Express» в гамбургском порту

Торго́вое су́дно — судно торгового флота, осуществляющее перевозки грузов.
В правовом смысле понятие включает все суда торгового флота. Торговое судно используется на коммерческой (или частной) службе и не является военным кораблём, государственным судном, таким, как таможенное (или полицейское) судно, вспомогательное судно, рыболовецкое судно, пассажирское судно, исследовательское (или спортивное) судно.
В более узком смысле под торговым судном понимают судно, которое служит коммерческим целям.
Моряки иногда называют торговое судно «купцом».